# Inger Segelström
Inger Agneta Segelström (ur. 25 lutego 1952 w Sztokholmie) – szwedzka polityk, od 2004 do 2009 posłanka do Parlamentu Europejskiego.

## Życiorys
Ukończyła w 1979 studia prawnicze. Pracowała w firmie edukacyjnej, następnie w centralnym urzędzie pracy. Od połowy lat 80. zatrudniona w administracji miejskiej w Sztokholmie, początkowo jako zastępca sekretarza rady miejskiej w wydziale finansowym. Od 1990 była referentem ds. środowiska naturalnego w związku komunalnym, od 1992 wchodziła w skład prezydium rady prowincji Sztokholm.
Zaangażowana w działalność Socjaldemokratycznej Partii Robotniczej. Od 1994 do 2004 z jej ramienia zasiadała w Riksdagu. W latach 1995–2003 stała na czele Socjaldemokratycznego Związku Kobiet.
W wyborach w 2004 z listy SAP uzyskała mandat deputowanej do Parlamentu Europejskiego. Zasiadała w grupie Partii Europejskich Socjalistów. Była członkinią Komisji Wolności Obywatelskich, Sprawiedliwości i Spraw Wewnętrznych. Nie ubiegała się o reelekcję.